# Centre pour l'espace lointain d'Usuda
36° 07′ 59″ N, 138° 21′ 44″ E

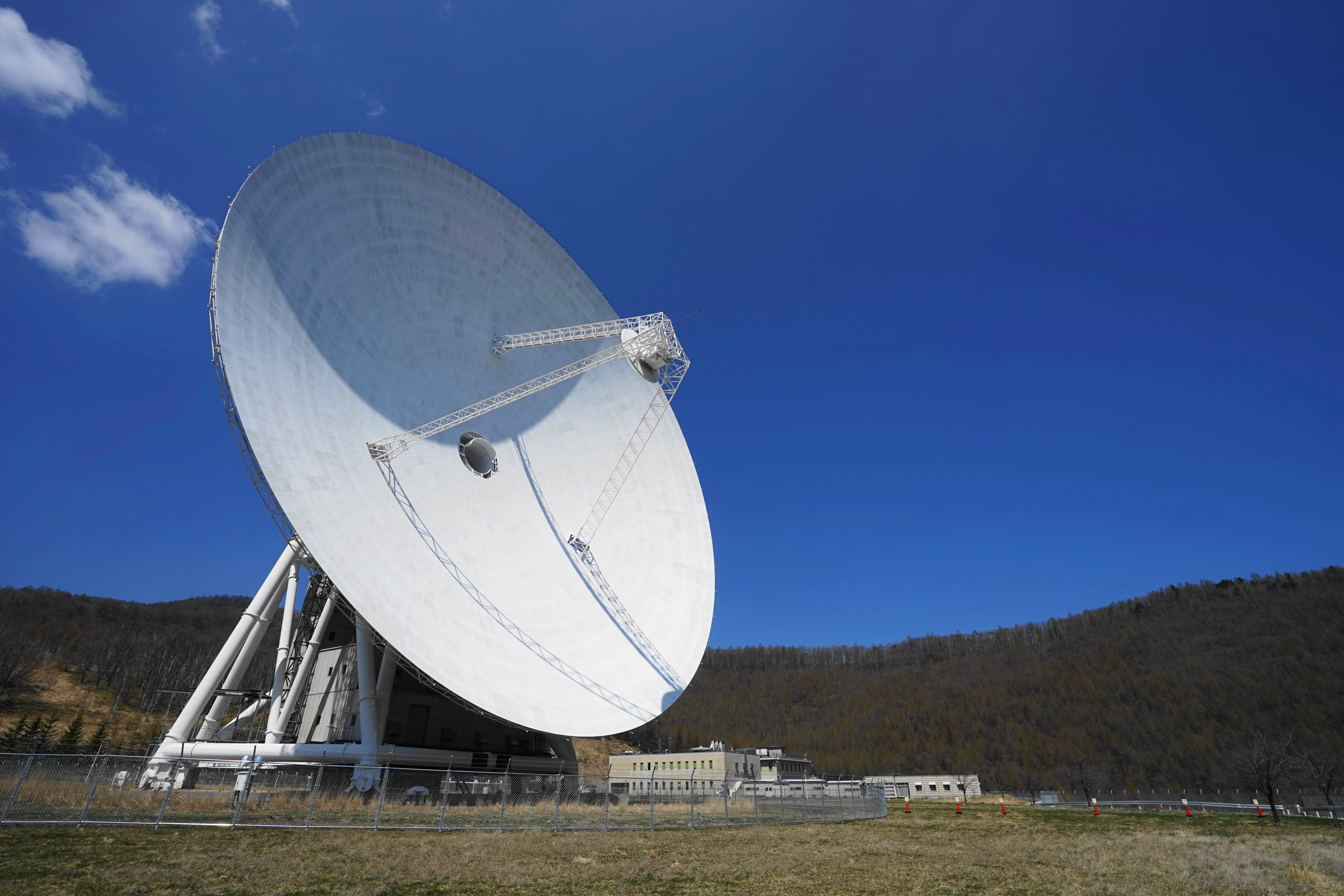
Antenne parabolique de 64 m d'Usada.

Le Centre pour l'espace lointain d'Usuda (en japonais 臼田宇宙空間観測所, Usuda Uchū Kūkan Kansokujo ; en anglais Usuda Deep Space Center, UDSC) est une station terrienne  assurant le suivi des missions interplanétaires de la JAXA (l'agence spatiale japonaise), dont le principal équipement est une antenne parabolique de 64 mètres de diamètre. Elle est située dans une région montagneuse près de la ville de Saku (Usuda (en) avant la fusion de 2005), à 170 kilomètres de Tokyo.

## Description
La station terrienne est située à 1450 mètres d'altitude dans une région montagneuse et isolée située au centre du Japon à proximité du village d'Usada rattaché à la ville de Saku. La station est plus particulièrement destinée aux communications avec les sondes spatiales japonaises chargées de l'exploration du système solaire. Réalisée par Mitsubishi Electric c'est la première antenne à source périscopique construite. Cette architecture permet d'alléger l'équipement situé au foyer de l'antenne et de simplifier la maintenance des antennes de grande taille. Ayant fait ses preuves, cette technique a été appliquée par la suite aux antennes de grande taille du réseau Deep Space Network de la NASA. L'antenne pèse 2 000 tonnes et permet de communiquer  avec les engins spatiaux en bande X et S.

## Historique
En 1979, l'agence spatiale japonaise ISAS, aujourd'hui rattachée à la JAXA, décide de développer ses deux premières sondes interplanétaire, Suisei et Sakigake. Ces engins doivent être placés sur une orbite héliocentrique avec comme objectif d'effectuer un survol de la comète de Halley dont le passage près du Soleil doit avoir lieu en 1986. Pour communiquer avec ses sondes interplanétaires, l'agence spatiale a besoin d'une antenne parabolique de très grande taille capable de collecter le signal émis par les engins très affaibli par la distance. Un groupe de travail formé par des ingénieurs de Mitsubishi Electric et NEC étudie en 1980 les réalisations existantes. Le site choisi pour installer la station devait répondre à plusieurs critères : il doit être entouré de montagnes pour que celles-ci fassent écran aux émissions radio d'origine terrestre, être à l'écart des lignes aériennes et éloigné des lignes à haute tension, être suffisamment proche de Tokyo, siège de l'agence spatiale, pour la transmission des données. Enfin l'installation devait obtenir l’agrément des autorités locales. Une dizaine de sites répondant à ces critères sont étudiés. Le site retenu se trouve dans le village d'Usada rattaché à la ville de Saku à 170 kilomètres de Tokyo. Pour installer l'antenne parabolique de 64 mètres de diamètre et de  2 000 tonnes, une route est construite pour desservir le site. Le Centre d'espace lointain d'Usuda est inauguré le 31 octobre 1984 trois mois avant le lancement de Sakigake.

## Nouvelle antenne (2017)
JAXA a lancé en avril 2017 la construction sur le site  d'une nouvelle antenne parabolique conçue par Mitsubishi Electric. Légèrement plus petite (54 mètres de diamètre) et d'une masse de 2 100 tonnes, sa parabole a une forme comportant une meilleure précision de surface et elle peut fonctionner aux fréquences les plus élevées de la bande Ka. L'utilisation de cette bande permettre d'augmentera le débit de données potentiel malgré la réduction de la taille de la parabole. Sa mise en service est annoncée pour fin 2019.

## Honneur
L'astéroïde (12432) Usuda est nommé en son honneur.